# THE SPUNKY
THE SPUNKY（ザ スパンキー）は、愛知県名古屋市を中心に活動していた女性ローカルアイドルグループである。
コンセプトは「ROCK系コラボアイドル」で、プロデュースはCHELSEAのキタムラユウキが務める。

## メンバー
結成当初は優妃、里蘭、星蘭の3人で活動した。2016年6月12日をもって星蘭が卒業し、その後は2人で活動する。
| 担当カラー | 名前 | よみ   | 愛称     | 生年月日               | 出身   | 血液型 | 身長  | 備考 |
| ---------- | ---- | ------ | -------- | ---------------------- | ------ | ------ | ----- | ---- |
| 青         | 優妃 | ゆうひ | ゆうひ   | 2001年1月25日（24歳）  | 静岡県 | O型    | 165cm |      |
| 黒         | 里蘭 | りら   | りらぽん | 1999年11月12日（25歳） | 静岡県 | B型    | 173cm |      |

### 卒業メンバー
| 担当カラー | 名前 | よみ   | 愛称   | 生年月日               | 出身   | 血液型 | 身長 | 備考 |
| ---------- | ---- | ------ | ------ | ---------------------- | ------ | ------ | ---- | ---- |
| 赤         | 星蘭 | せいら | せいら | 2001年11月24日（23歳） | 静岡県 | O型    |      |      |

## 来歴

### 2013年
- 10月14日　結成（ただし、それまではPOP Candy(仮)として活動していた）。
- 11月10日 オリジナル楽曲「あ！！」初披露
- 11月17日 里蘭・星蘭合同生誕祭
- 11月25日 アイドルSMS開始。

### 2014年
- 01月25日 優妃生誕祭
- 03月01日 「サンダーボルト」初披露
- 06月09日 1stシングル「サンダーボルト」発売。
- 11月23日 里蘭・星蘭合同生誕祭
- 12月14日 「傷心シンドローム」初披露

### 2015年
- 01月25日 優妃生誕祭
- 01月27日 2ndシングル「感情VOLTAGE」を発売。
- 06月21日 優妃、NAGOYAアイドル8での活動開始。
- 06月25日 写真投稿アプリCHERRZを開始。
- 07月24日 CBCテレビ「なないろドリームTV」に里蘭がレギュラー出演決定。7☆3としても活動開始。
- 10月06日 3rdシングル「ロックンロールとアイドルと私」を発売。
- 10月18日 「自分DESTROY」初披露
- 10月24日 「♡」初披露
- 10月26日 テレビ東京系「YOUは何しに日本へ?」で放送される。
- 11月15日 里蘭生誕祭
- 11月21日 星蘭生誕祭。「限りなく透明に近い恋」初披露
- 12月25日 「あと1センチ」初披露

### 2016年
- 01月26日 1stアルバム「A」をタワーレコード限定で発売。
- 02月07日 優妃生誕祭。「never never」初披露
- 04月03日 「起死回生エナジー」初披露
- 04月06日 カバーアルバム「Cheer Girls –For You–」を発売。
- 06月12日 CLUB SARUにて、星蘭卒業LIVEを行う。
- 10月15日 CLUB SARUにて、3周年記念ワンマンLIVEを行う。

### 2017年
- 01月22日 優妃生誕祭。4月の浜松LIVEをもって、解散を発表。
- 03月26日 CLUB SARUにて、名古屋LAST LIVE
- 04月09日 LIVE HOUSE 浜松窓枠にて、解散LIVE